# Râul Valea Orlei
Râul Valea Orlei este un curs de apă, afluent al râului Ialomicioara. 